# Tarouba
Tarouba es una localidad de Trinidad y Tobago, que forma parte de la ciudad de San Fernando.

## Geografía
La localidad abarca parte de la isla Trinidad y limita al norte con Marabella y Union Park, al sur con Cocoyea Village, al este con Palmyra (localidad perteneciente a la región de Princes Town) y al oeste con Maraj Lands y St. Joseph Village.

## Demografía
Datos demográficos de la localidad de Tarouba:
| Gráfica de evolución demográfica de Tarouba entre 2000 y 2011 |
|                                                               |